# Kujō Tanemichi

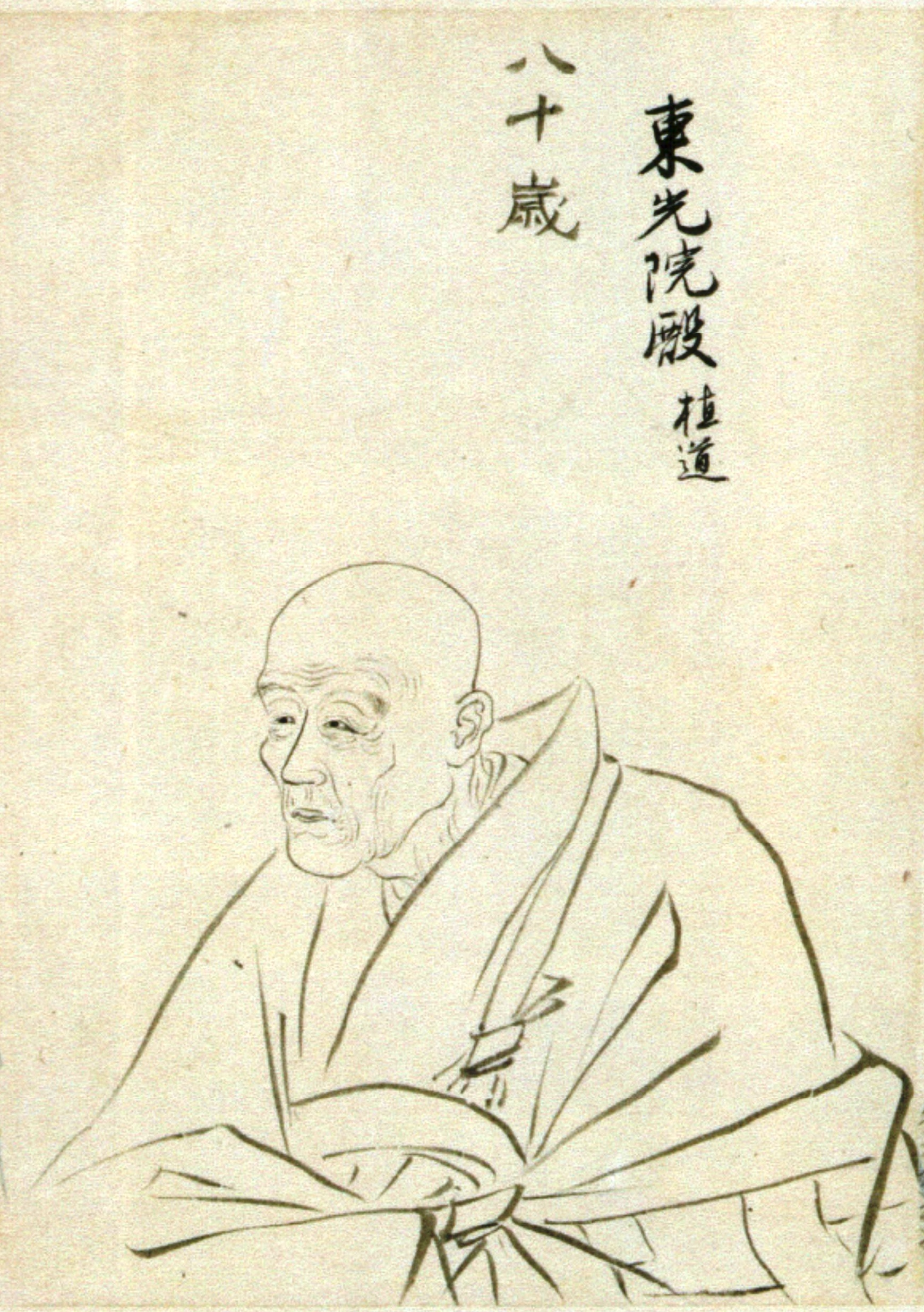
Kujō Tanemichi

Kujō Tanemichi (九条 稙通) (22 février 1507 - 24 février 1594), fils adoptif du régent Kujō Hisatsune, est un noble de cour japonais (kugyō) et un érudit de l'époque de Muromachi (1336–1573). Il exerce la fonction de régent kampaku pour l'empereur Go-Nara de 1533 à 1534. Kujō Kanetaka est son fils adoptif.